# Omkeerfeest

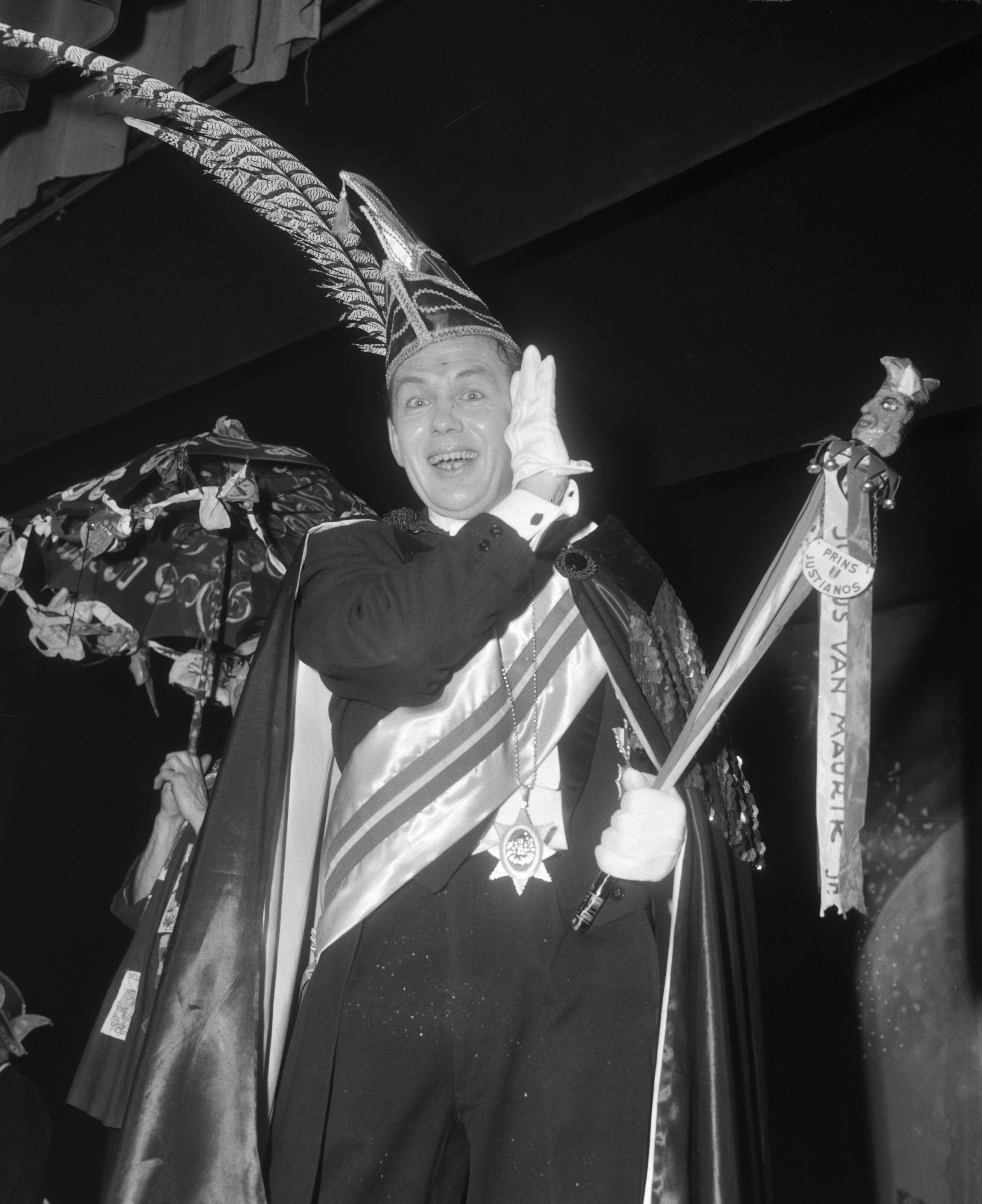
Omkering: voor de duur van carnaval wordt een gewone man tot Prins benoemd. In diverse steden krijgt hij ook de sleutels van de stad en daarmee symbolisch het gezag.

Een omkeerfeest is een festiviteit waarbij de rollen van de verschillende groepen in een gemeenschap worden verwisseld, vaak met een satirische inslag. Dit kan bijvoorbeeld betekenen dat de machthebbers in een gemeenschap worden vervangen door de onderdanen, dat kinderen de rol van volwassenen aannemen, dat mannen zich als vrouwen verkleden, of arm en rijk van plaats wisselen.
Een omkeerfeest kan worden gezien als een manier om tijdelijk te ontsnappen aan de sociale normen en verwachtingen, te genieten van een tijd van vermaak, en een uitlaatklep te bieden voor sociale kritiek.

## Voorbeelden
- Carnaval
- Kinderbisschopsfeest
- Narrenfeest
- Saturnaliën